# Laoang
Laoang es un municipio filipino de segunda clase, perteneciente a la provincia de Sámar del Norte, en las Bisayas Orientales.

## Historia
Hacia mediados del siglo XIX, el lugar, perteneciente por entonces a la provincia de Sámar, tenía contabilizadas setecientas casas. Aparece descrito en el segundo volumen del Diccionario geográfico, estadístico, histórico de las Islas Filipinas (1851) de Manuel Buzeta Núñez y Felipe Bravo con las siguientes palabras:

LAOANG: pueblo con cura y gobernadorcillo, en la isla de Calamutang, adscrita á la prov. de Samar, dióc. de Cebú; sit. en los 128° 34' long., 12° 33' 30" lat., en la costa meridional de la referida isla, en terreno llano y clima cálido. Tiene unas 700 casas de particulares; la parroquial y la de comunidad, donde se halla la cárcel, son las dos mejores. Hay una escuela de primeras letras, cuyo maestro tiene una corta asignacion sobre los fondos de comunidad. El cementerio está fuera de la pobl., bien sit. La igl. parr. es de mediana fábrica, y está servida por un cura regular. El term. comprende el territorio de toda la isla en que se halla sit. La tierra es fértil y produce arroz, abacá, cocos, algunas otras frutas y varias legumbres. ind.: la agrícola, la caza y la pesca, ocupándose las mugeres en la fabricacion de algunas telas. La pobl. y los trib. figuran en el estado general de la prov.
(Buzeta y Bravo, 1851, pp. 148-149)

En 2020, tenía censados 60 607 habitantes.